# 保罗·格雷
保罗‧格雷（Paul Gray，1948年8月2日—）是英國稅務海關總署的主席。他在2007年11月20日辭去這個職務。

## 早期生涯
保罗‧格雷在1969年以經濟學家的身分進入英國財政部成為公務員。